# Alveopora marionensis
Alveopora marionensis е вид корал от семейство Poritidae. Видът е световно застрашен, със статут Уязвим.

## Разпространение и местообитание
Разпространен е в Австралия, Вануату, Виетнам, Индонезия, Камбоджа, Кирибати, Малайзия, Маршалови острови, Микронезия, Науру, Нова Каледония, Палау, Папуа Нова Гвинея, Провинции в КНР, Сингапур, Соломонови острови, Тайван, Тайланд, Тувалу, Фиджи и Филипини.
Среща се на дълбочина около 11 m.